# Брате, Фанни
Фа́нни И́нгеборг Мати́льда Бра́те, в девичестве Э́кбом, (швед. Fanny Brate; 26 февраля 1862 года — 24 апреля 1940 года) — шведская художница. Картины Фанни Брайт созданы под влиянием шведского художника Карла Ларссона, её работы воспевают идиллию семейной жизни.

## Биография
Фанни Брате была дочерью Джона Фредерика Оскара Густава Экбома (Johan Fredric Gustaf Oscar Ekbom), служащего Карла Шведского, герцога Вестергётландского. В 1880 году, в возрасте восемнадцати лет она была принята в Королевскую академию свободных искусств. В
1887 году совершила ознакомительную поездку в Париж. В 1889 году побывала в Германии, Дании, Норвегии, Англии, Австрии и Италии.
В 1887 году Фанни вышла замуж за Эрике Брате (1857—1924). У них в семье были четыре дочери: Астрид (1888—1929), Торунь (1891—1993), Рагнхильд (1892—1894), Ингегерд (1899—1952). Выйдя замуж, она была вынуждена оставить живопись, но продолжила свое участие в шведском мире искусств как покровитель для других художников.
В 1891 году Брате стала членом ассоциации художников Svenska Konstnärernas Förening.

## Работы
Художница работала в жанрах пейзажа, интерьерной картины, натюрморта, портрета.
Самым известным произведением художницы является картина Namnsdag («В день праздника»), написанная в 1902 году. В настоящее время она хранится в шведском Национальном музее изобразительных искусств. Среди её лучших работ «Слепая старуха» (1903), «Свободная минута» и др.
Фанни Брате является тонким детским психологом, в её картинах дети играют в игры, подсматривают за другими детьми, ссорятся, с увлечением рисуют. В них можно найти черты, напоминающие интимный французский портрет художника Эжена Карриере, сюжеты из семейной жизни шведского художника Карла Ларссона.
В 1943 году в Национальном музее Швеции состоялось открытие персональной выставки художницы, на которой было представлено 126 ее работ. Фанни Брате рисовала маслом и акварелью. Ее работы, показывающие жизнь людей в Швеции XIX века, являются важным элементом культурного наследия страны.
В настоящее время картины художницы находятся в Национальном музее Швеции, Гётеборгском художественном музее, в Музее северных стран, в частных коллекциях.

## Выставки
- Выставка Müsse el Grinden, Международная выставка искусств, Мюнхен, 1892.
- Стокгольмская выставка, 1897.
- Выставка в Большая выставка искусств, Берлин, 1900.
- «Женское искусство» на выставке Ассоциации шведских художников, 1909.
- Выставка «Они отправились в Париж» — в художественной галерее Liljevalchs konsthall.

## Галерея
- Дразнилки, 1885
- Сладкий сон, 1889
- Свободная минута, 1892
- Натюрморт с фруктами
- Детские игры
- Интерьер
- Пионы